# Campionatul Mondial de Fotbal 1978
Campionatul Mondial de Fotbal 1978 a fost cea de-a unsprezecea ediție a celei mai importante competiții la care participă echipe naționale din toată lumea, ediție ce s-a desfășurat în Argentina. Ediția a fost câștigată de Argentina, învingând Țările de Jos în finală.

## Stadioane
|                            | Buenos Aires                | Buenos Aires              | Córdoba |
| -------------------------- | --------------------------- | ------------------------- | ------- |
| Estadio Monumental         | Estadio José Amalfitani     | Estadio Cordoba           |         |
| Capacitate: 76.000         | Capacitate: 49.540          | Capacitate: 46.083        |         |
|                            |                             |                           |         |
| Mar del Plata              | Rosario                     | Mendoza                   |         |
| Estadio José María Minella | Estadio Gigante de Arroyito | Estadio Ciudad de Mendoza |         |
| Capacitate: 43.542         | Capacitate: 41.654          | Capacitate: 34.875        |         |
|                            |                             |                           |         |

## Arbitri
| Africa - Youssou N'Diaye Asia - Farouk Bouzo - Jafar Namdar - Abraham Klein Europa - Ferdinand Biwersi - Charles Corver - Jean Dubach - Ulf Eriksson - Antonio Garrido - John Gordon - Sergio Gonella - Alojzy Jarguz - Erich Linemayr - Dušan Maksimović - Angel Franco Martínez - Károly Palotai - Pat Partridge - Adolf Prokop - Nicolae Rainea - Francis Rion - Clive Thomas - Robert Wurtz | America Centrală și de Nord - Alfonso González Archundia America de Sud - Ramón Barreto - Arnaldo Cézar Coelho - Angel Norberto Coerezza - César Orosco - Juan Silvagno |

## Loturi
Pentru o listă cu toate loturile prezente la turneu, vezi Loturile Campionatului Mondial de Fotbal 1978.

## Calificate
| Urna 1 | Urna 2                           | Urna 3                                | Urna 4                              |
| --- | -------------------------------- | ------------------------------------- | ----------------------------------- |
| - Argentina (Gazdă) - Germania de Vest (Campioana mondială din 1974) - Țările de Jos (Finalista din 1974) - Brazilia | - Italia - Suedia - Mexic - Peru | - Ungaria - Polonia - Scoția - Spania | - Austria - Franța - Iran - Tunisia |

## Rezultate

### Prima rundă

#### Grupa 1
| Echipă    | Pld | W | D | L | GF | GA | GD | Pts |
| --------- | --- | - | - | - | -- | -- | -- | --- |
| Italia    | 3   | 3 | 0 | 0 | 6  | 2  | +4 | 6   |
| Argentina | 3   | 2 | 0 | 1 | 4  | 3  | +1 | 4   |
| Franța    | 3   | 1 | 0 | 2 | 5  | 5  | 0  | 2   |
| Ungaria   | 3   | 0 | 0 | 3 | 3  | 8  | −5 | 0   |

| Italia                   | 2 – 1   | Franța     |
| ------------------------ | ------- | ---------- |
| Rossi 29' Zaccarelli 54' | Cronică | Lacombe 1' |

| Argentina             | 2 – 1   | Ungaria  |
| --------------------- | ------- | -------- |
| Luque 14' Bertoni 83' | Cronică | Csapó 9' |

| Italia                            | 3 – 1   | Ungaria            |
| --------------------------------- | ------- | ------------------ |
| Rossi 34' Bettega 35' Benetti 61' | Cronică | A. Tóth 81' (pen.) |

| Argentina                       | 2 – 1   | Franța      |
| ------------------------------- | ------- | ----------- |
| Passarella 45' (pen.) Luque 73' | Cronică | Platini 60' |

| Franța                              | 3 – 1   | Ungaria     |
| ----------------------------------- | ------- | ----------- |
| Lopez 23' Berdoll 38' Rocheteau 42' | Cronică | Zombori 41' |

| Argentina | 0 – 1   | Italia      |
| --------- | ------- | ----------- |
|           | Cronică | Bettega 67' |

#### Grupa 2
| Echipă           | Pld | W | D | L | GF | GA | GD  | Pts |
| ---------------- | --- | - | - | - | -- | -- | --- | --- |
| Polonia          | 3   | 2 | 1 | 0 | 4  | 1  | +3  | 5   |
| Germania de Vest | 3   | 1 | 2 | 0 | 6  | 0  | +6  | 4   |
| Tunisia          | 3   | 1 | 1 | 1 | 3  | 2  | +1  | 3   |
| Mexic            | 3   | 0 | 0 | 3 | 2  | 12 | −10 | 0   |

| Germania de Vest | 0 – 0   | Polonia |
| ---------------- | ------- | ------- |
|                  | Cronică |         |

| Tunisia                           | 3 – 1   | Mexic                    |
| --------------------------------- | ------- | ------------------------ |
| Kaabi 55' Ghommidh 80' Dhouib 86' | Cronică | Vázquez Ayala 45' (pen.) |

| Germania de Vest                                               | 6 – 0   | Mexic |
| -------------------------------------------------------------- | ------- | ----- |
| D. Müller 14' H. Müller 29' Rummenigge 38', 71' Flohe 44', 89' | Cronică |       |

| Polonia  | 1 – 0   | Tunisia |
| -------- | ------- | ------- |
| Lato 42' | Cronică |         |

| Germania de Vest | 0 – 0   | Tunisia |
| ---------------- | ------- | ------- |
|                  | Cronică |         |

| Polonia                   | 3 – 1   | Mexic      |
| ------------------------- | ------- | ---------- |
| Boniek 42', 83' Deyna 56' | Cronică | Rangel 51' |

#### Grupa 3
| Echipă   | Pld | W | D | L | GF | GA | GD | Pts |
| -------- | --- | - | - | - | -- | -- | -- | --- |
| Austria  | 3   | 2 | 0 | 1 | 3  | 2  | +1 | 4   |
| Brazilia | 3   | 1 | 2 | 0 | 2  | 1  | +1 | 4   |
| Spania   | 3   | 1 | 1 | 1 | 2  | 2  | 0  | 3   |
| Suedia   | 3   | 0 | 1 | 2 | 1  | 3  | −2 | 1   |

| Austria                  | 2 – 1   | Spania   |
| ------------------------ | ------- | -------- |
| Schachner 10' Krankl 79' | Cronică | Dani 21' |

| Brazilia     | 1 – 1   | Suedia      |
| ------------ | ------- | ----------- |
| Reinaldo 45' | Cronică | Sjöberg 37' |

| Austria           | 1 – 0   | Suedia |
| ----------------- | ------- | ------ |
| Krankl 44' (pen.) | Cronică |        |

| Brazilia | 0 – 0   | Spania |
| -------- | ------- | ------ |
|          | Cronică |        |

| Spania     | 1 – 0   | Suedia |
| ---------- | ------- | ------ |
| Asensi 75' | Cronică |        |

| Brazilia             | 1 – 0   | Austria |
| -------------------- | ------- | ------- |
| Roberto Dinamite 40' | Cronică |         |

#### Grupa 4
| Echipă        | Pld | W | D | L | GF | GA | GD | Pts |
| ------------- | --- | - | - | - | -- | -- | -- | --- |
| Peru          | 3   | 2 | 1 | 0 | 7  | 2  | +5 | 5   |
| Țările de Jos | 3   | 1 | 1 | 1 | 5  | 3  | +2 | 3   |
| Scoția        | 3   | 1 | 1 | 1 | 5  | 6  | −1 | 3   |
| Iran          | 3   | 0 | 1 | 2 | 2  | 8  | −6 | 1   |

| Peru                        | 3 – 1   | Scoția     |
| --------------------------- | ------- | ---------- |
| Cueto 43' Cubillas 70', 76' | Cronică | Jordan 19' |

| Țările de Jos                           | 3 – 0   | Iran |
| --------------------------------------- | ------- | ---- |
| Rensenbrink 40' (pen.), 62', 78' (pen.) | Cronică |      |

| Scoția                 | 1 – 1   | Iran           |
| ---------------------- | ------- | -------------- |
| Eskandarian 43' (o.g.) | Cronică | Danaeifard 60' |

| Țările de Jos | 0 – 0   | Peru |
| ------------- | ------- | ---- |
|               | Cronică |      |

| Peru                                              | 4 – 1   | Iran        |
| ------------------------------------------------- | ------- | ----------- |
| Velásquez 2' Cubillas 36' (pen.), 39' (pen.), 79' | Cronică | Rowshan 41' |

| Scoția                               | 3 – 2   | Țările de Jos                  |
| ------------------------------------ | ------- | ------------------------------ |
| Dalglish 44' Gemmill 46' (pen.), 68' | Cronică | Rensenbrink 34' (pen.) Rep 71' |

### A doua rundă

#### Grupa A
| Echipă           | Pld | W | D | L | GF | GA | GD | Pts |
| ---------------- | --- | - | - | - | -- | -- | -- | --- |
| Țările de Jos    | 3   | 2 | 1 | 0 | 9  | 4  | +5 | 5   |
| Italia           | 3   | 1 | 1 | 1 | 2  | 2  | 0  | 3   |
| Germania de Vest | 3   | 0 | 2 | 1 | 4  | 5  | −1 | 2   |
| Austria          | 3   | 1 | 0 | 2 | 4  | 8  | −4 | 2   |

| Austria       | 1 – 5   | Țările de Jos                                                        |
| ------------- | ------- | -------------------------------------------------------------------- |
| Obermayer 80' | Cronică | Brandts 6' Rensenbrink 35' (pen.) Rep 36', 53' W. van de Kerkhof 82' |

| Italia | 0 – 0   | Germania de Vest |
| ------ | ------- | ---------------- |
|        | Cronică |                  |

| Țările de Jos                  | 2 – 2   | Germania de Vest           |
| ------------------------------ | ------- | -------------------------- |
| Haan 27' R. van de Kerkhof 82' | Cronică | Abramczik 3' D. Müller 70' |

| Italia    | 1 – 0   | Austria |
| --------- | ------- | ------- |
| Rossi 13' | Cronică |         |

| Austria                          | 3 – 2   | Germania                      |
| -------------------------------- | ------- | ----------------------------- |
| Vogts 59' (o.g.) Krankl 66', 87' | Cronică | Rummenigge 19' Hölzenbein 72' |

| Italia             | 1 – 2   | Țările de Jos        |
| ------------------ | ------- | -------------------- |
| Brandts 19' (o.g.) | Cronică | Brandts 49' Haan 76' |

#### Grupa B
| Echipă    | Pld | W | D | L | GF | GA | GD  | Pts |
| --------- | --- | - | - | - | -- | -- | --- | --- |
| Argentina | 3   | 2 | 1 | 0 | 8  | 0  | +8  | 5   |
| Brazilia  | 3   | 2 | 1 | 0 | 6  | 1  | +5  | 5   |
| Polonia   | 3   | 1 | 0 | 2 | 2  | 5  | −3  | 2   |
| Peru      | 3   | 0 | 0 | 3 | 0  | 10 | −10 | 0   |

| Peru | 0 – 3   | Brazilia                        |
| ---- | ------- | ------------------------------- |
|      | Cronică | Dirceu 15', 27' Zico 72' (pen.) |

| Argentina       | 2 – 0   | Polonia |
| --------------- | ------- | ------- |
| Kempes 16', 72' | Cronică |         |

| Peru | 0 – 1   | Polonia      |
| ---- | ------- | ------------ |
|      | Cronică | Szarmach 64' |

| Argentina | 0 – 0   | Brazilia |
| --------- | ------- | -------- |
|           | Cronică |          |

| Polonia  | 1 – 3   | Brazilia                              |
| -------- | ------- | ------------------------------------- |
| Lato 45' | Cronică | Nelinho 13' Roberto Dinamite 58', 63' |

| Argentina                                                 | 6 – 0   | Peru |
| --------------------------------------------------------- | ------- | ---- |
| Kempes 21', 49' Tarantini 43' Luque 50', 72' Houseman 67' | Cronică |      |

### Finala mică
| Brazilia               | 2 – 1   | Italia     |
| ---------------------- | ------- | ---------- |
| Nelinho 64' Dirceu 71' | Cronică | Causio 38' |

### Finală
| Țările de Jos | 1 – 3 (după prelungiri) | Argentina                     |
| ------------- | ----------------------- | ----------------------------- |
| Nanninga 82'  | Cronică                 | Kempes 37', 104' Bertoni 115' |

## Câștigător
| Cupa Mondială 1978        |
| ------------------------- |
| · Argentina · Pimul titlu |

## Premii
| Trofeul FIFA Fair play: |
| ----------------------- |
| Argentina               |

## Marcatori
| 6 goluri - Mario Kempes 5 goluri - Rob Rensenbrink - Teófilo Cubillas 4 goluri - Leopoldo Luque - Hans Krankl 3 goluri - Dirceu - Roberto Dinamite - Karl-Heinz Rummenigge - Paolo Rossi - Johnny Rep | 2 goluri - Daniel Bertoni - Nelinho - Heinz Flohe - Dieter Müller - Roberto Bettega - Ernie Brandts - Arie Haan - Zbigniew Boniek - Grzegorz Lato - Archie Gemmill 1 gol - René Houseman - Daniel Passarella - Alberto Tarantini - Erich Obermayer - Walter Schachner - Reinaldo - Zico - Marc Berdoll - Bernard Lacombe - Christian Lopez - Michel Platini - Dominique Rocheteau - Rüdiger Abramczik - Bernd Hölzenbein - Hansi Müller | - Károly Csapó - András Tóth - Sándor Zombori - Iraj Danaeifard - Hassan Rowshan - Romeo Benetti - Franco Causio - Renato Zaccarelli - Víctor Rangel - Arturo Vázquez Ayala - Dick Nanninga - René van de Kerkhof - Willy van de Kerkhof - César Cueto - José Velásquez - Kazimierz Deyna - Andrzej Szarmach - Kenny Dalglish - Joe Jordan - Juan Manuel Asensi - Dani - Thomas Sjöberg - Mokhtar Dhouib - Néjib Ghommidh - Ali Kaabi Auto-goluri - Berti Vogts (pentru Austria) - Andranik Eskandarian (pentru Scoția) - Ernie Brandts (pentru Italia) |